# Malezonotus grossus
Malezonotus grossus är en insektsart som beskrevs av Van Duzee 1935. Malezonotus grossus ingår i släktet Malezonotus och familjen Rhyparochromidae. Inga underarter finns listade i Catalogue of Life.